# Усадьба А. А. Фета
Усадьба А. А. Фета — бывшее имение Афанасия Фета, ныне филиал Курского областного краеведческого музея, находящийся в деревне 1-я Воробьёвка. Усадебный дом стоит на высоком берегу реки Тускарь и окружён парком с прудом, а также усадебными строениями.

## История

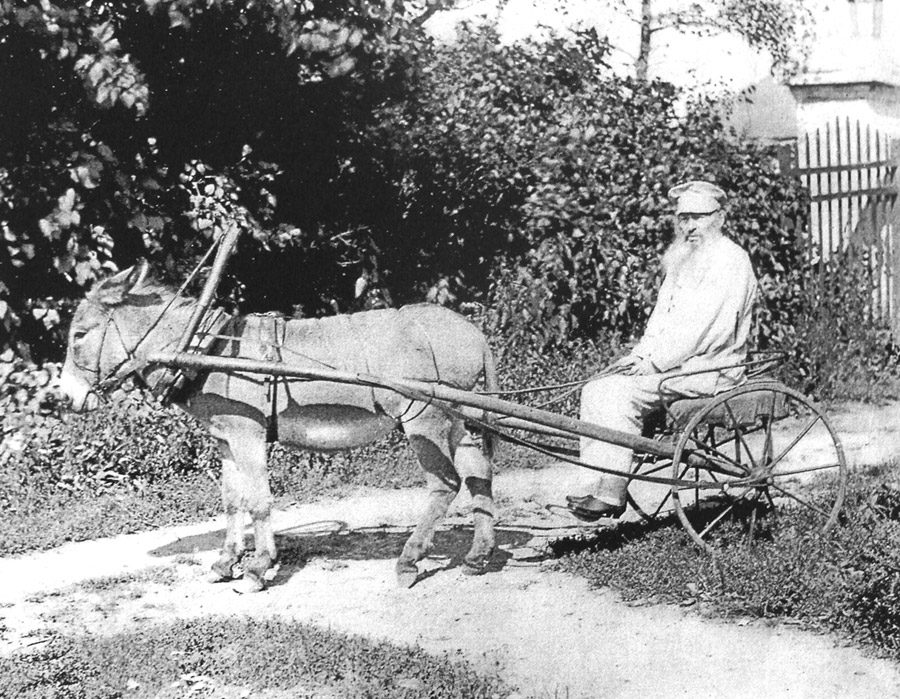
Фет в Воробьёвке (1890)

Усадьба располагается на территории земель в селе Воробьёвка, которыми до XVIII века владел князь Кантемир. Позже они перешли помещику М. С. Кодрину, а от него — роду Ртищевых. До Фета последним владельцем имения была Настасья Петровна Ртищева, в замужестве Ширкова. 
В 1877 году Фет продал купленное в 1860 году имение Степановка (рядом с деревней Никуличи; не сохранилось) в Мценском уезде Орловской губернии и купил старинное имение Воробьёвку в Курской губернии — барский дом на берегу реки Тускарь, у дома — вековой парк в 18 десятин, за рекой — село с пашнями, 270 десятин леса в трёх верстах от дома. 
Усадьба была в значительной степени реконструирована Фетом. В барском доме на месте мезонина и чердака был построен полноценный второй этаж с тремя новыми комнатами. Возле дома были разбиты клумбы, а за домом посажен парк, вырыты два пруда, в которые была запущена рыба. Поэт много занимался хозяйственными вопросами, систематически объезжал свои владения на запряжённом в небольшую повозку осле по кличке Некрасов. Здесь он провёл последние годы своей жизни, занимаясь творчеством.
Усадьбу Фета посещали многие известные люди: Лев Николаевич Толстой, Владимир Сергеевич Соловьев, Петр Ильич Чайковский. Последний так отзывался о Воробьёвке: «…Что за дом, что за парк, что за уютное убежище для стареющего поэта… Что за очаровательный уголок эта Воробьевка! Настоящее жилище для поэта». Тургенев называл Воробьёвку «маленькой Швейцарией».
После 1917 года строения усадьбы использовались в различных целях: здесь размещались общежитие, клуб, почтовое отделение, машинно-тракторная станция, птичник и, наконец, школа. В 1980 году при школе была создана музейная комната, посвящённая А. А. Фету. В 1980-х годах началось планирование реставрации усадебного дома и парка. С 1986 года проводятся ежегодные фетовские чтения. В 1990 году была утверждена охранная зона усадьбы.
В 2010 году усадьба была передана Курскому областному краеведческому музею, после чего началась работа по восстановлению её внешнего облика и интерьеров на основе старых фотографий. В декабре 2016 года музей-усадьба была открыта для публики.

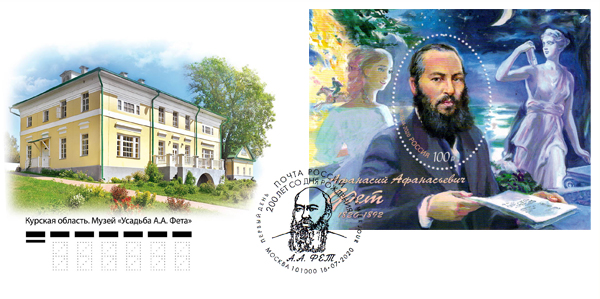
Конверт. Курская область. Усадьба А. А. Фета

## Экспозиция
В основном здании усадьбы воссозданы интерьеры дворянского дома: столовая, гостиная с роялем. На втором этаже располагаются кабинет Фета, его спальня, комната супруги и бильярдная. В здании бывших конюшен и каретной находится концертный зал.
Экспозиция музея воссоздана по фотографиям и мемуарам. Она состоит из вещей, похожих на те, что использовались в имении при жизни поэта. Оригинальных вещей в музее практически нет — мебель, которой пользовался Фет, не сохранилась, а из прочих предметов интерьера до современности дошло лишь пресс-папье.
Вокруг зданий разбит парк. Неподалёку находится пруд, в котором живут лебеди. На территории усадьбы есть хозяйственное подворье, в котором есть клетки с животными и птицей. Также посетителям предлагается прокатиться на повозке, которую везёт ослик. Сотрудники музея содействуют в организации на территории усадьбы праздничных мероприятий. Ежегодно летом организуются фетовские чтения, привлекающие любителей поэзии и литераторов.

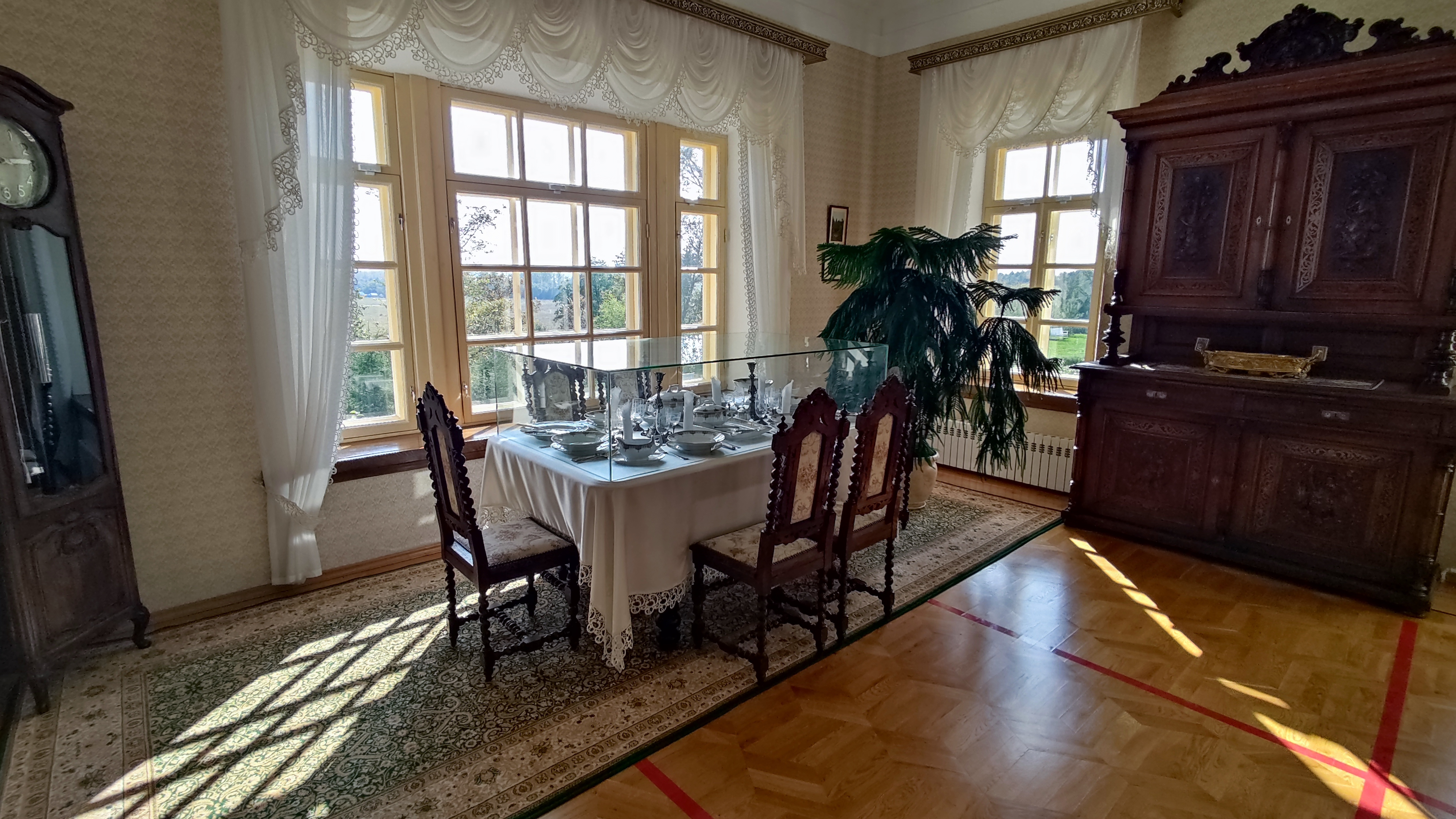
Столовая
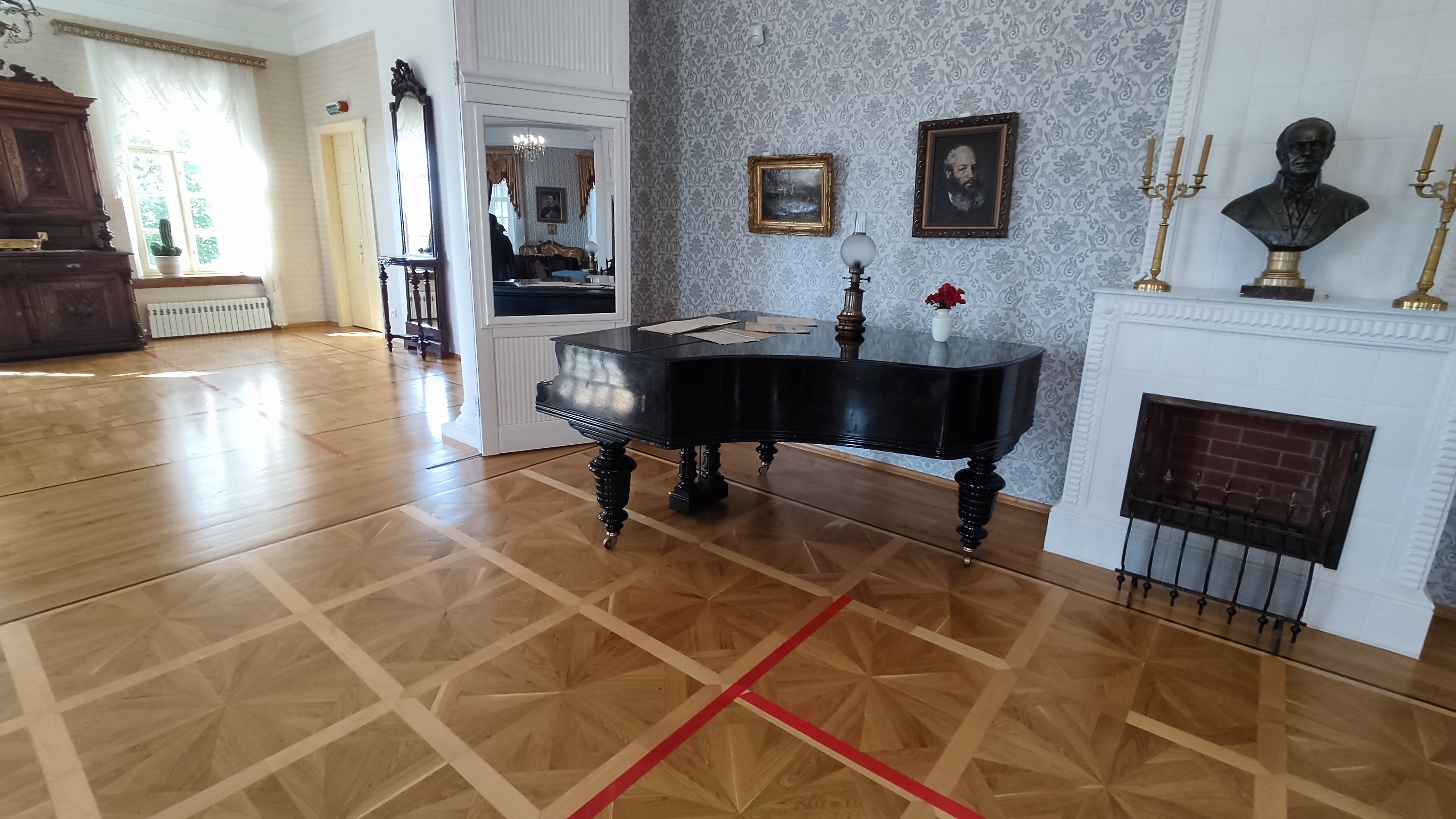
Рояль в гостиной
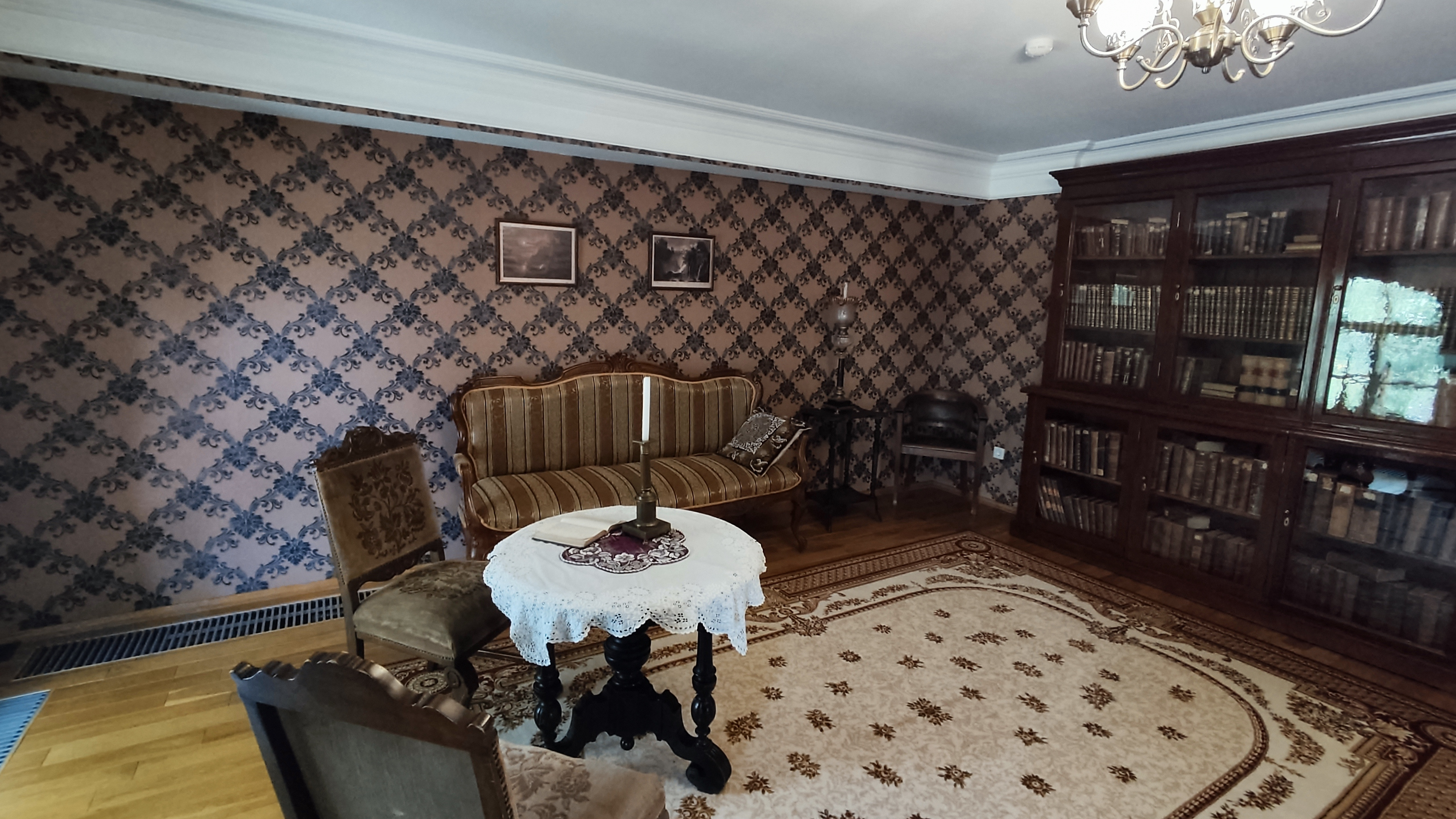
Библиотека
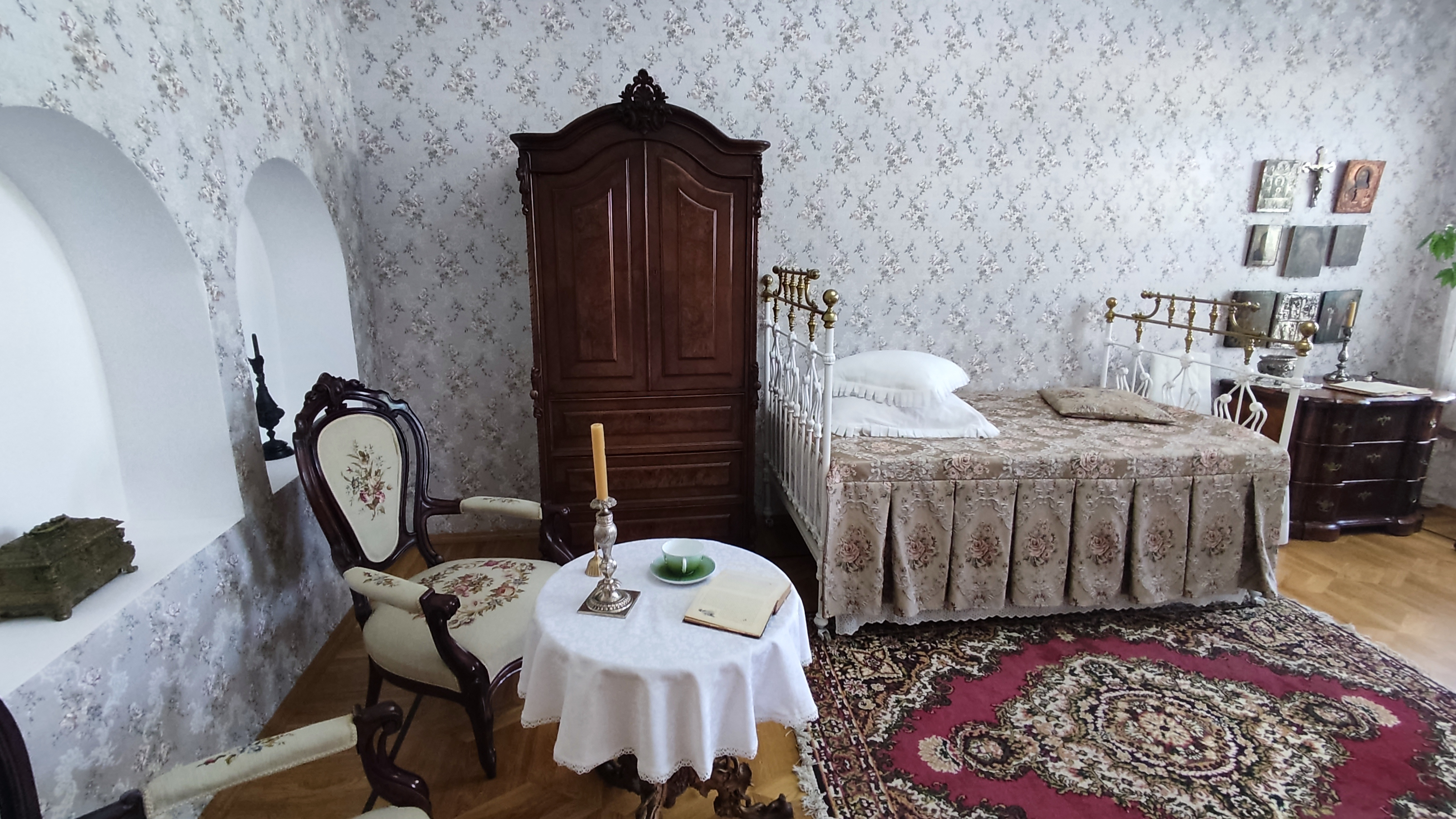
Спальня Марии Петровны
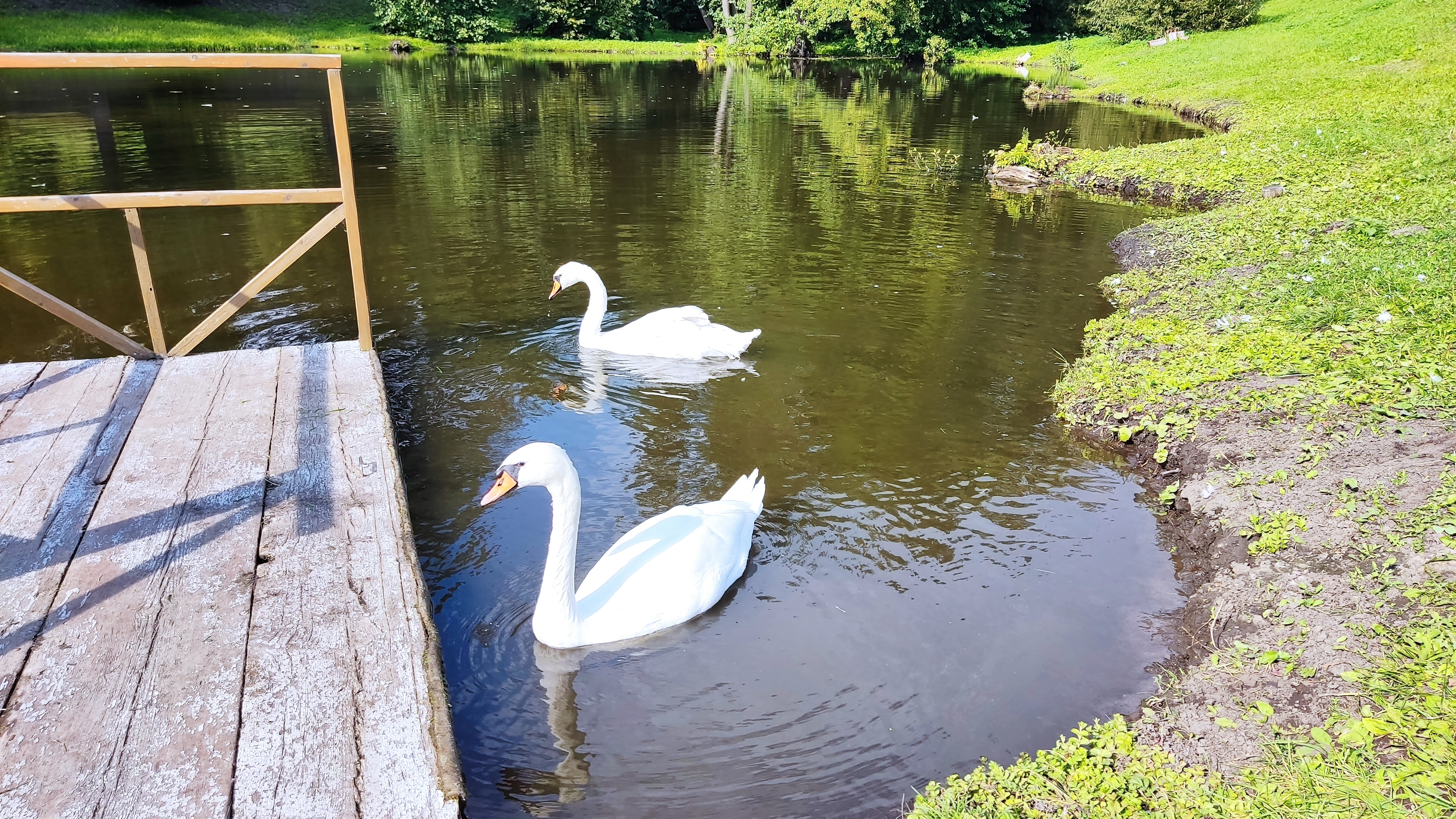
Лебеди на пруду
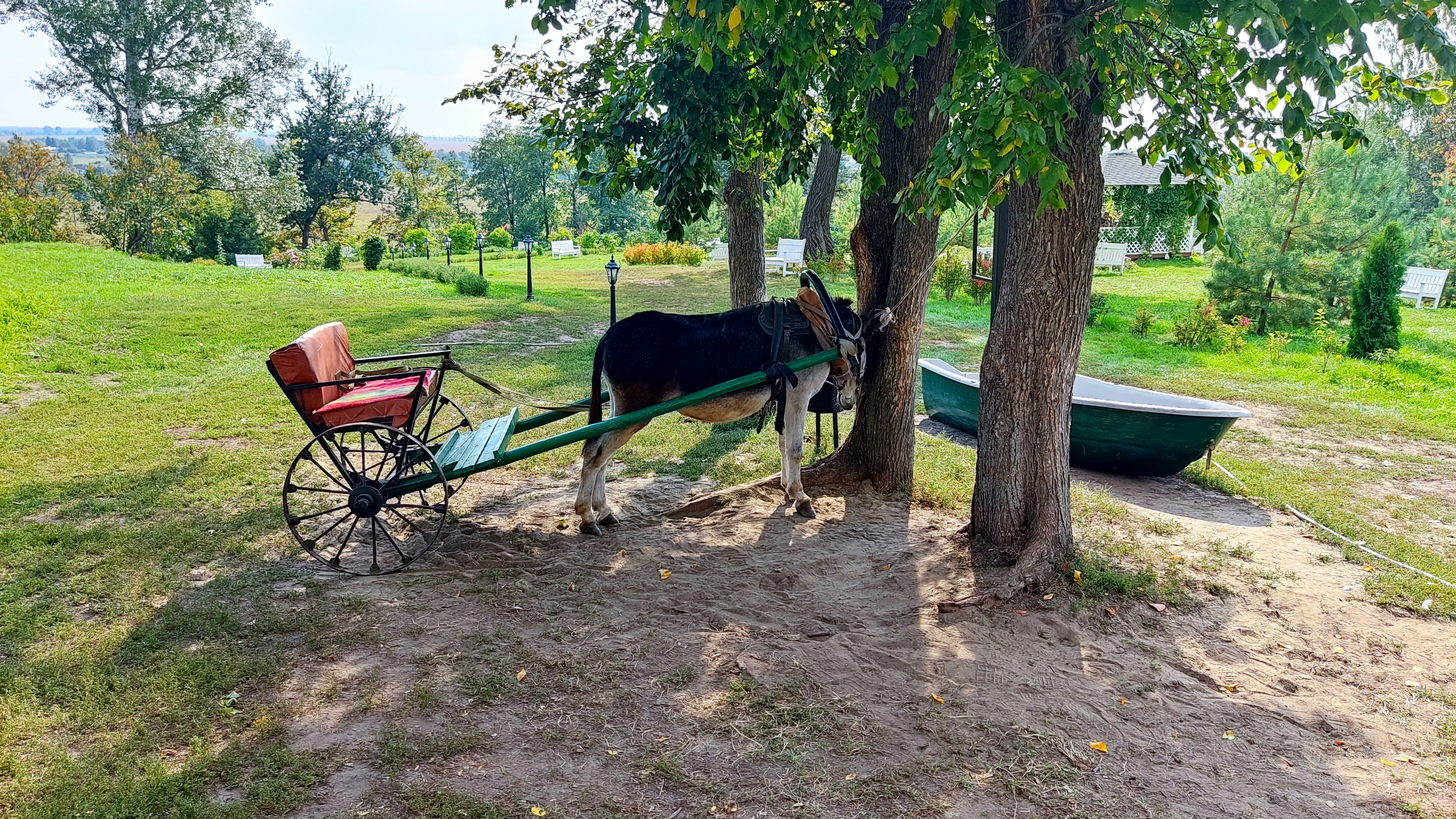
Ослик в парке